# Orel (cuirassé)
Pour les articles homonymes, voir Orel (homonymie).
L’Orel (en russe : Орёл) est l'un des huit cuirassés pré-Dreadnought capturés par la Marine impériale du Japon au cours de la Guerre russo-japonaise de 1904-1905. Ce cuirassé appartint à la classe Borodino. Il reçoit le nom d’Orel (« aigle » en français). Certains architectes navals s'accordent pour reconnaître que les cuirassés de la classe Borodino furent les pires jamais construits en Russie. Construit sur le modèle du Tsarevitch, ces bâtiments de guerre possédaient un centre de gravité trop haut, aggravé par une surcharge, entraînant très probablement une perte de stabilité et, dans certaines circonstances, leur renversement.
L’Orel sert dans le 2e escadron du Pacifique, il est placé sous le commandement du capitaine de 1er rang (grade correspondant à celui de colonel dans l'infanterie ou l'armée de l'air) Nikolaï Viktorovitch Ioung (1855-1905)[réf. souhaitée].

## Historique
Avant son départ pour l'Extrême-Orient, comme les autres bâtiments de guerre appartenant au 2e escadron du Pacifique, l’Orel fut doté d'un équipement de radiophonie.

### Carrière dans la Marine impériale de Russie
Au cours de la bataille de Tsushima, l’Orel fut atteint par 5 obus de 300 mm, 2 de 250 mm, 9 de 200 mm, 28 de 150 mm. Au terme de la bataille, fort endommagé, il rejoignit le groupe naval du contre-amiral Nikolaï Ivanovitch Nebogatov. Les équipages appartenant aux bâtiments de guerre de ce groupe, les cuirassés Orel, Empereur Nicolas Ier, Amiral général Apraxine, Amiral Seniavine et le croiseur Izumud) furent retenus en captivité.

### Carrière dans la Marine impériale du Japon
Après sa capture par la flotte japonaise, l’Orel subit les réparations nécessaires, en outre, la réduction de son poids et la suppression des armes légères. Ces réparations contribuèrent à une meilleure stabilité du cuirassé. Le 12 décembre 1905, l’Orel fut mis en service dans la flotte impériale du Japon, il reçut le nom d’Ivami (石見), (Iwami en anglais). Ce cuirassé devait son nom à une ancienne province du Japon (aujourd'hui située dans une partie de la préfecture de Shimane), en outre, ce nom fut choisi en raison de sa situation géographique proche de l'emplacement où se déroula la bataille de Tsushima. 
Le 28 décembre 1912, l’Ivami fut reclassé comme cuirassé de défense côtière de classe 1.

#### Première Guerre mondiale
Au début de la Première Guerre mondiale, du 31 octobre au 7 novembre 1914, l’Ivami prit part à la bataille de Tsingtao. Au terme du traité de Washington signé le 6 février 1922, le Japon prit la décision de rayer l’Ivami des effectifs de la flotte japonaise. Déclassé le 9 mai 1923, le cuirassé fut coulé lors de manœuvres aériennes comme navire cible près de Yokosuka.

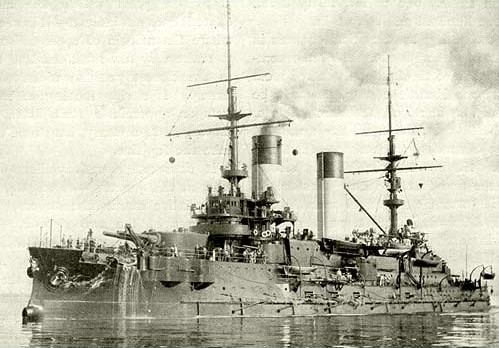
Cuirassé Orel

## Liste des officiers en service sur l’Orellors de la bataille de Tsushima
- Capitaine 1er rang Nikolaï Viktorovitch Jung (mortellement blessé)
- Capitaine 2e rang Konstantin Leopoldovitch Chvede (1863-1933)
- Lieutenant S.N Burnashev
- Mouilleur de mines lieutenant I.V Nakanjam
- Mouilleur de mines lieutenant V.L. Modzalevsky
- Officier d'artillerie lieutenant F.P. Shamshev
- Lieutenant AV Girsu (gravement blessé lors de la bataille de Tsushima, il décéda dans un hôpital japonais
- lieutenant d'artillerie G.M. Ryumin
- Officier de navigation, lieutenant V.A Satkevich
- Officier de navigation, lieutenant L. Larionov
- Lieutenant K.P. Slavinsky
- Lieutenant S. Y Pavlinov
- Adjudant-chef Bibikov
- Adjudant-chef A. Bubnov
- Adjudant-chef AP Shupinsky (tué au cours de la bataille de Tsushima)
- Officier de quart adjudant O.A. Scherbachev
- Officier de quart adjudant D.R Karpov
- Officier de quart adjudant et prince J. K. Toumanov
- Officier de quart adjudant N.A. Sakellari
- Officier de quart Andreev Kalmykov (tué au cours de la bataille de Tsushima)
- Officier de quart S.V. Titov
- officier mécanicien I. Parfenov
- Assistant principal du navire, le capitaine du personnel ingénieur K.A. Sklyarevsky
- Mécanicien Poruchik N.M. Rhums
- Mécanicien adjoint N. Rusanov
- Mécanicien adjoint P.A. Mozhzhuhin
- Mécanicien adjoint G. Lenchukov
- Mécanicien adjoint V.I Antipine
- Mécanicien adjoint N.G Ivanov
- Architecte naval adjoint V.P. Kostenko
- Adjoint au médecin du bord G.A. Makarov
- Médecin assistant N.M. Markov
- Aumônier du navire, le Père Père Paisii
- Ignat Yeremin (tué lors de la bataille de Tsushima).

## Sources et bibliographie
- S. Mac Laughlin : 2005, à bord de l’Orel à Tsushima, Warship 2005, Conways Maritime Press - fondé sur les mémoires du lieutenant-VP Kostenko, un officier russe qui a survécu à la bataille
- Tony Gibbons : The Complete Encyclopedia of Battleships and Battlecruisers, Crescent Books, New York, 1983  (ISBN 0-517-37810-8)
- R.A Burt : Japanese Battleships, 1897–1945
- Preston, Antony: World's Worst Navires de guerre, Conways Maritime Press 2002